# Esteban Pérez (actor)
Esteban Pérez (Pehuajó, Buenos Aires; 25 de marzo de 1976) es un actor argentino. Es reconocido por interpretar a Matías «Matute» Ripamonti en la telenovela infantil Floricienta (2004) de Canal 13 y a Luciano Mazello en el drama Montecristo (2006) emitido por Telefe.

## Biografía
Es hijo del actor Oscar Pérez y nació en la ciudad de Pehuajó, Buenos Aires. A la edad de 17 años, se mudó a Ciudad de Buenos Aires para estudiar Administración Agraria, sin embargo, dejó la carrera a los cuatro meses para formarse como actor, por lo que comenzó a tomar clases con Lorenzo Quinteros y luego estudió en la Escuela Municipal de Arte Dramático. Seguidamente, comenzó a desarrollar sus primeras experiencias como actor en obras teatrales independientes como El día de los colores (1996), Mateo (1998), Un tranvía llamado deseo (1998) y Las manos sucias (1999).

## Carrera profesional
Esteban Pérez inició su carrera como actor profesional con 24 años, luego de quedar en un casting masivo para la obra teatral Lágrimas en el Sahara (2000), interpretando a un futbolista de los años 50 y donde fue dirigido por Eduardo Gondell en el teatro Nacional Cervantes. Su primera aparición en televisión la realizó en el año 2001, participando en la telenovela Los médicos de hoy 2 emitida por Canal 13, donde interpretó el papel de Sebastián. Poco después, tuvo una participación especial en el drama Franco Buenaventura, el profe (2002) de Telefe en personaje de Matías, el preceptor del colegio. Ese año, tras realizar un casting para la productora de Cris Morena, Esteban obtuvo el papel de Simón en la telenovela juvenil Rebelde Way, en la cual su personaje tenía un interés romántico por Marizza Spirito (Camila Bordonaba). Asimismo, formó parte del obra teatral Stéfano dirigida por Juan Carlos Gené en el Cervantes, donde jugó el papel de Radamés y por el cual recibió una nominación a «revelación masculina» en los premios Trinidad Guevara.
Al año siguiente, pasó a formar parte del elenco principal de la ficción infantil Rincón de luz (2003), donde dio vida a Santiago Rivera. Aunque no fue hasta 2004, donde consiguió popularidad al interpretar a Matías «Matute» Ripamonti durante la primera temporada de Floricienta, en la cual su personaje era el mejor amigo del protagonista personificado por Juan Gil Navarro. Luego de finalizar su trabajo en Floricienta, Pérez se sumó al elenco de Doble vida (2005) televisada por América TV. En 2006, formó parte de la ficción dramática Montecristo emitida por Telefe, en la cual interpretó a Luciano Mazello. Desde entonces, también tuvo una participación especial en Se dice amor (2006) y Lalola (2007). En 2006, realizó su debut cinematográfico con la película Las manos dirigida por Alejandro Doria, en la cual interpretó al sacerdote Javier. Por este papel, Pérez obtuvo una nominación a los premios Cóndor de Plata en la categoría «revelación masculina».
Entre 2006 y 2007, Esteban protagonizó la obra Todo verde y un árbol lila en el rol de Rudi Laser en el teatro Cervantes, siendo dirigido por Juan Carlos Gené. Desde 2009 hasta el 2011, Pérez formó parte de la comedia dirigida por Antonio Gasalla: Más respeto, que soy tu madre, con la cual se estableció en varios teatros y actuó en el papel de Nacho Bertotti, el hijo homosexual de la familia. En 2010, Esteban se integró en el papel de Hernán Imola al elenco principal de la telenovela Malparida, la cual fue transmitida por Canal 13. En 2011, apareció en la película La patria equivocada protagonizada por Juana Viale y allí se puso en el papel de Requejo bajo la dirección de Carlos Galettini.
Su siguiente papel en televisión fue el de Andrés Díaz Pujol en el drama sobrenatural Lobo (2012) de El trece, donde protagonizó un triángulo amoroso junto a Gonzalo Heredia y Vanesa González. En 2013, participó junto a María Abadi en el episodio «Las bellas artes» del programa Historias de corazón de Telefe. Más tarde, realizó una participación especial en la telenovela Mis amigos de siempre (2014), donde interpretó a Mariano Pereyra. A comienzos del 2015, Esteban volvió a repetir el papel de Nacho Bertotti en la segunda parte de la obra Más respeto, que soy tu madre, con la cual estuvo en cartel hasta el 2016.
A mediados del 2016, se sumó a la tira Los ricos no piden permiso, en la cual se puso en la piel de Gabriel Márquez Olivera, un hijo proveniente de una familia de médicos. En 2017, Esteban formó parte del elenco de la comedia teatral Le prenom en el papel de Vincent. Luego, se unió al elenco principal de la telenovela Golpe al corazón (2017-2018) en el personaje de Nicolás Linares. En 2018, protagonizó el episodio «El último beso» de la serie Rizhoma Hotel de Telefe y tuvo un papel recurrente en la serie dramática El lobista de El trece. Ese año, José María Muscari lo convocó para actuar en la obra Madre coraje en el papel de Requesón, uno de los hijos del personaje de Claudia Lapacó.
En 2019, participó en algunos capítulos de la ficción Campanas en la noche y apareció en la telenovela de época Argentina, tierra de amor y venganza, en la cual interpretó al estafador Bruno De Lucca.	En 2020, protagonizó junto a Julieta Zylberberg la serie de suspenso Post mortem de Flow, en la cual interpretó al periodista Guillermo O'Reilly. Ese mismo año, apareció en la película Giro de ases dirigida por Sebastián Tabany y protagonizó la pieza teatral de corta duración Fratelli en el Microteatro. A principios del 2022, Pérez estelarizó con Juan Gil Navarro y Mariano Bertolini la obra Cuidado con los perros en el Nün Teatro Bar, donde interpretó a Damián, un actor que quedó anclado a un antiguo éxito.
Poco después, se estrenó la serie dramática Limbo (2022) de Star+, en la cual Esteban dio vida a Andrés Castelló, uno de los tres personajes principales que lucha por la herencia de su difunto padre.

## Filmografía

### Cine
| Año  | Título               | Papel         | Notas        |
| ---- | -------------------- | ------------- | ------------ |
| 2005 | De boca en boca      | Marcos        | Cortometraje |
| 2006 | Las manos            | Javier        |              |
| 2011 | La patria equivocada | Requejo       |              |
| 2020 | Giro de ases         | Facundo Arben |              |

### Televisión
| Año       | Título                               | Papel                     | Notas                                |
| --------- | ------------------------------------ | ------------------------- | ------------------------------------ |
| 2001      | Los médicos de hoy 2                 | Sebastián                 |                                      |
| 2002      | Maridos a domicilio                  |                           |                                      |
| 2002      | Franco Buenaventura, el profe        | Matías                    |                                      |
| 2002      | El precio del poder                  | Nicolás                   |                                      |
| 2002      | Rebelde Way                          | Simón                     |                                      |
| 2003      | Malandras                            |                           |                                      |
| 2003      | Rincón de luz                        | Santiago Rivera           |                                      |
| 2004      | Floricienta                          | Matías «Matute» Ripamonti |                                      |
| 2005      | Doble vida                           | Mauro                     |                                      |
| 2005      | Numeral 15                           |                           | Episodio: «08000 No me llames»       |
| 2006      | Montecristo                          | Luciano Mazello           |                                      |
| 2006      | Se dice amor                         |                           |                                      |
| 2008      | Lalola                               | Sergio                    |                                      |
| 2008      | Variaciones                          | Fabián                    | Episodio: «Un acuerdo es un acuerdo» |
| 2010      | Malparida                            | Hernán Imola              |                                      |
| 2011      | Amas de casa desesperadas            |                           |                                      |
| 2012      | Lobo                                 | Andrés Díaz Pujol         |                                      |
| 2013      | Historias de corazón                 | Eduardo                   | Episodio: «Las bellas artes»         |
| 2014      | Mis amigos de siempre                | Mariano Pereyra           |                                      |
| 2016      | Los ricos no piden permiso           | Gabriel Márquez Olivera   |                                      |
| 2017-2018 | Golpe al corazón                     | Nicolás Linares           |                                      |
| 2018      | El lobista                           | Leandro                   |                                      |
| 2018      | Rizhoma Hotel                        | Ivana                     | Episodio: «El último beso»           |
| 2019      | Campanas en la noche                 | Gonzalo Hernández         |                                      |
| 2019      | Argentina, tierra de amor y venganza | Bruno De Lucca            |                                      |
| 2020      | Post mortem                          | Guillermo O'Reilly        |                                      |
| 2022      | Limbo                                | Andrés Castelló           |                                      |
| 2023-2024 | Buenos chicos                        | Tadeo Iribarren           |                                      |
| 2025      | Camaleón, el pasado no cambia        | Franco                    |                                      |

## Teatro
| Año       | Título                               | Papel          | Lugar                                                                       |
| --------- | ------------------------------------ | -------------- | --------------------------------------------------------------------------- |
| 2000      | Lágrimas en el Sahara                | Futbolista     | Teatro Nacional Cervantes                                                   |
| 2001      | El mendigo o el perro muerto         |                |                                                                             |
| 2002      | Stéfano                              | Radamés        | Teatro Nacional Cervantes                                                   |
| 2006-2007 | Todo verde y un árbol lila           | Rudi Laser     | Teatro Nacional Cervantes                                                   |
| 2009-2011 | Más respeto, que soy tu madre        | Nacho Bertotti | Teatro Neptuno Teatro Metropolitan Sura Teatro El Nacional Teatro El Galpón |
| 2011      | Croniteatro                          |                | Teatro La Palomera                                                          |
| 2015-2016 | Más respeto, que soy tu madre 2      | Nacho Bertotti | Teatro Nacional Cervantes                                                   |
| 2016      | Viaje de un largo día hacia la noche |                | Teatro Regina                                                               |
| 2017      | Le prenom                            | Vincent        | Teatro Carlos Gardel / Teatro Podestá                                       |
| 2018-2019 | Madre coraje                         | Requesón       | Teatro Regio / Teatro Regina                                                |
| 2020      | Fratelli                             | Vito Fratelli  | Microteatro                                                                 |
| 2022      | Cuidado con los perros               | Damián         | Nün Teatro Bar                                                              |

## Premios y nominaciones
| Año  | Organización             | Categoría            | Trabajo                    | Resultado | Ref(s) |
| ---- | ------------------------ | -------------------- | -------------------------- | --------- | ------ |
| 2002 | Premios Trinidad Guevara | Revelación Masculina | Stéfano                    | Nominado  | [ 7 ]  |
| 2007 | Premios Cóndor de Plata  | Revelación Masculina | Las manos                  | Nominado  | [ 9 ]  |
| 2008 | Premios ACE              | Revelación Masculina | Todo verde y un árbol lila | Nominado  | [ 26 ] |